# 大桥瑶族乡
大桥瑶族乡，是中华人民共和国湖南省永州市蓝山县下辖的一个乡镇级行政单位。

## 行政区划
大桥瑶族乡下辖以下地区：
沙子岭村、源兴村、小目口村、堡城村、乔市村、呈源村、舜水村、桂源村、兰江村和大冲村。